# Hockey su prato ai II Giochi olimpici giovanili estivi
I tornei di hockey su prato dei II Giochi olimpici giovanili estivi si sono svolti nel Youth Olympic Sports Park di Nanchino dal 17 al 27 agosto 2014. In questa edizione, per la prima volta, i tornei si sono svolti nella variante 5 contro 5, giocata outdoor su un campo di dimensioni più piccole.

## Qualificazioni
Squadre qualificate:
Maschili
- Bangladesh
- Pakistan
- Germania
- Spagna
- Canada
- Messico
- Australia
- Nuova Zelanda
- Sudafrica
- Zambia

Femminili
- Cina
- Germania
- Paesi Bassi
- Giappone
- Argentina
- Uruguay
- Figi
- Nuova Zelanda
- Sudafrica
- Zambia

## Podi
| Evento               | Oro       | Argento     | Bronzo    |
| Maschile (dettagli)  | Australia | Canada      | Spagna    |
| Femminile (dettagli) | Cina      | Paesi Bassi | Argentina |